# Karl Cassier

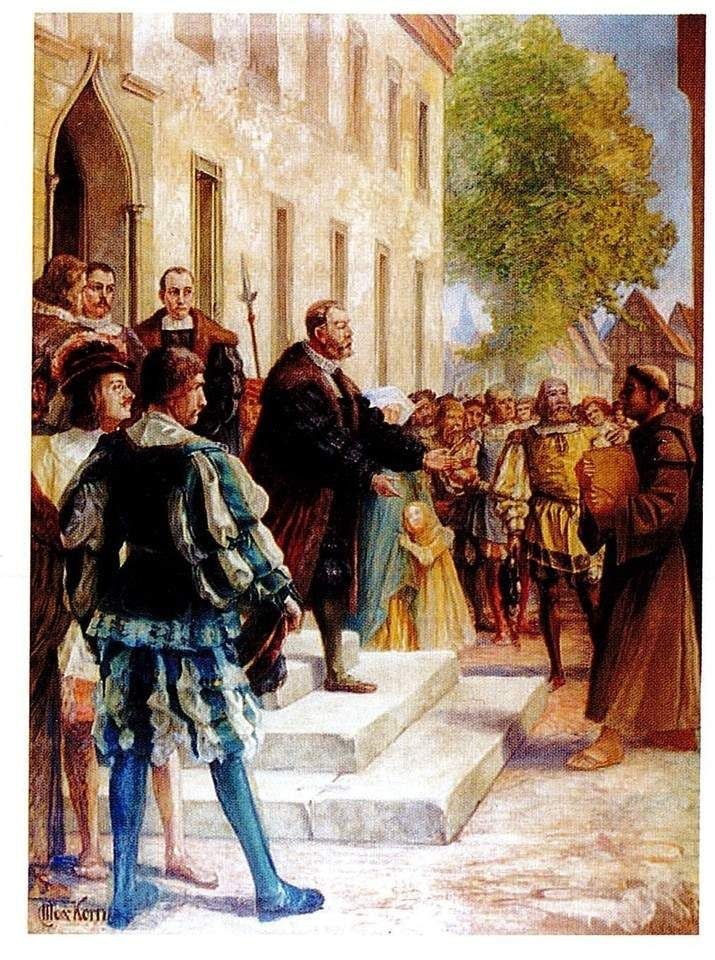
Anlässlich des 900-jährigen Jubiläums der Stadt Zerbst inszenieren Bürger, darunter Stadtrat Cassier (Mitte), den historischen Empfang Martin Luthers vor 500 Jahren (Max Korn, 1907).

Karl Cassier (* im 19. Jahrhundert; † im 20. Jahrhundert) war ein deutscher Stadtrat, der kurzzeitig das Bürgermeisteramt in der Stadt Zerbst verwaltete.

## Leben

### Karriere
Cassier war seit mindestens 1893 mit einem Professor Kraus und dem Bureauassistenten Franz Kluge im örtlichen Zerbster Schachverein aktiv. Auch seit 1894 wirkte Cassier als lokaler Stadtrat, wo er Vertreter beim Amtsgericht wurde. Bis 1901 erreichte Cassier die Position des Ersten Stadtrats. Nachdem der vorherige Bürgermeister Ernst Hahn aus dem Amt ausgeschieden war, übernahm Cassier vom 1. April 1901 bis zum 7. Oktober desselben Jahres das Amt des Bürgermeisters. Nachdem Adolf Neidholdt der nächste Bürgermeister wurde, wirkte Cassier weiter als Stadtrat und Bezirksdirektor bis mindestens 1915.